# Geli Raubal
Angelika Maria "Geli" Raubal (n. 4 iunie 1908, Linz — d. 19 septembrie 1931, München) a fost nepoata vitregă a liderului Imperiului German Național-Socialist- Adolf Hitler. 

## Copilăria și adolescența
Pe 4 iunie 1908, se naște la Linz, în Austria, Angelika Maria Raubal, cunoscută încă din copilărie sub numele de Geli Raubal, pentru a o putea distinge de cea care i-a dat viață. Mama ei era sora vitregă a lui Adolf Hitler, cei doi având același tată și crescând împreună. La vârsta de 20 de ani, Angela Hitler părăsește casa părintească căsătorindu-se cu Leo Raubal, un mic funcționar public. Nunta are loc în septembrie 1903, la doar câteva luni după moartea tatălui miresei. Cei doi vor avea împreună 3 copii: 
- Leo Jr. (1906 – 1977)
- Angela Maria (1908 – 1931)
- Elfriede (1910 – 1993)

Pe 8 august 1908, Adolf Hitler, afectat de moartea mamei sale, rupe relațiile cu familia Angelei și fuge la Viena pentru a se stabili o vreme, lăsând în grija lor pe sora sa Paula, ce suferea de ușoare debilități mentale. Pe 10 august 1910, Leo Raubal moare, Geli rămânând fără tată la vârsta de 2 ani. De acum înainte, tânăra văduvă trebuia să crească singură 3 copii mici și să aibă grijă de sora ei care suferea de disfuncțiuni locomotore (membre inferioare). Geli își petrece copilăria în sărăcie, singurele surse de venit ale familiei fiind o pensie de urmaș și o mică moștenire rămasă de la tatăl Angelei. 
După sfârșitul Primului Război Mondial, familia Raubal decide să se mute în Viena. În anul 1919, mama lui Geli își găsește în fine un loc de muncă stabil lucrând ca bucătăreasă la un hotel pentru tineri din capitala Austriei. Viața copiilor a fost una grea, dar datorită acestui nou serviciu al doamnei Raubal nu au suferit niciodată de foame, Geli devenind chiar o fată destul de dolofană. În ciuda tuturor dificultăților, tânăra urmează o școală, dovedind o personalitate puternică care își urma propriile convingeri indiferent de opiniile colegilor de clasă sau ale profesorilor.
Pe 17 iunie 1924 Angela împreună cu Leo și Geli îl vizitează în închisoare pe Hitler călătorind de la Viena până la Landsberg am Lech, localitatea unde agitatorul era încarcerat. Este pentru prima oară când frații se reîntâlnesc după mutarea lui Adolf Hitler în Germania. Anul următor, Geli face o excursie împreună cu școala la München, scriindu-i înainte o scrisoare unchiului ei unde îi spunea că ar dori să-l viziteze. El nu are timp pentru ea, rugând un cunoscut de-al său să îi facă fetei un tur al orașului. La începutul anului 1927, Hitler se bucura deja de o oarecare celebritate în München datorită ascensiunii noului său partid, fiind și într-o situație financiară mult mai bună. 
Tot acum, în 1927, el se hotărăște să închirieze o casă de vacanță pe culmea Obersalzberg, lângă Berchtesgaden, o localitate din apropierea graniței cu Austria. Cu toate că nu mai fuseseră în relații apropiate de mai bine de 15 ani, Hitler îi scrie surorii sale vitrege propunându-i să se mute la noua lui Haus Wachenfeld pentru a se ocupa de bucătărie și curățenie, sugerându-i să-și aducă și copiii cu ea. Deși Angela Raubal nu a apelat niciodată la fratele ei pentru bani, Hitler avea poate unele remușcări pentru anii în care nu s-a interesat de soarta familiei. El gândea că la Obersalzberg viața surorii lui va fi mult ușurată, iar în același timp putea conta pe discreția ei asigurându-i-se totodată confortul de care el avea nevoie. Angela acceptă și se mută la Haus Wachenfeld împreună cu fiica ei cea mică Elfriede. Geli rămâne în Viena, urmând să se alăture și ea familiei după ce va da Bacalaureatul.
Deșteaptă, tânăra a fost prima persoană din familia Hitler care a reușit să-și termine studiile liceale. În iulie 1927, Geli sosește la Berchtesgaden, Führer-ul însuși așteptându-o la gară.

## Viața alături de Hitler
La 19 ani, Geli era o tânără cu mult șarm, fără a fi tipul de frumusețe clasică. Ea decide să-și continue studiile, iar pe 7 noiembrie 1927 se înscrie la Facultatea de medicină din cadrul Universității din München. Renunță în iarna aceluiași an, orientându-se spre lecții de canto, pe care unchiul ei era mai mult decât bucuros să le plătească. Curând va abandona și aceste planuri. 
Pe 5 august 1928, la un an de la venirea ei la Obersalzberg, Geli se mută în vecinătatea locuinței lui Hitler de pe strada Thierschstrassen din capitala Bavariei. Tânăra a făcut o impresie puternică asupra Führer-ului. Cei doi erau nedespărțiți, mergând împreună la evenimentele sociale, la teatru sau la operă. Baldur von Schirach, un apropiat de-al lui Hitler își amintea despre prima întâlnire cu Geli: Hitler stătea printre noi și rar l-am văzut să fie așa bucuros. În glasul său era un amestec de mândrie și tandrețe când a prezentat-o pe „nepoata mea, domnișoara Raubal”. Fata de lângă el era de înălțime medie, bine dezvoltată, cu ochi căprui și păr un pic cârlionțat. Am studiat-o îndelung, nu pentru că era o frumusețe ci deoarece era surprinzător să vezi o tânără la brațul lui Hitler atunci când el venea la întrunirile noastre.
Pe 10 septembrie 1929, Führer-ul închiriază un apartament din München cu 9 camere, iar după 2 luni Geli se mută și ea aici. Geli era mereu însoțită de Führer sau de unii soldați SS condus de Heinrich Himmler. 
La sfârșitul anului 1929, Hitler o întâlnește pentru prima oară în atelierul lui Heinrich Hoffman fiind fotograf nazist pe Eva Braun. Cei doi încep să iasă ocazional împreună, însă Geli rămâne centrul lui de atenție.

## Moartea
Pe data de 18 septembrie 1931, la varsta de 23 de ani Geli Raubal, fiind nepoata vitregă a lui Adolf Hitler s-a decis să se sinucidă cu pistolul personal al unchiului ei. Există mai multe versiuni ale acestui eveniment. Conform versiunii oficiale, Geli Raubal a fost omorâtă de adversarii politici ai unchiului său. Știind în ce măsură Adolf Hitler a fost atașat de nepoata sa, cât de mult ținea la ea și o stima, teroriștii din formațiunile marxiste Rotefront (Rote Frontkämpferbund RFB), au omorât-o în camera sa. In același timp Adolf Hitler afla de la Ministerul de Informații că nepoata lui murise in apartamentul din München.
După căderea Berlinului, începând cu 1945, în lagărul de vest au început să apară noi versiuni ale aceste crime. Au fost înnaintate acuzații, precum că ea s-ar fi sinucis din cauza tiraniei unchiului său, ziarele scriau despre placurile perverse ale lui Adolf Hitler, însă nu au adus dovezi pentru susținerea acestui punct de vedere.

## Urmările asupra lui Hitler
Potrivit ofițerilor și a altor lideri naziști care erau permanent în apropierea sa, Adolf Hitler era șocat de acest eveniment. El a căzut într-o depresie severă, din care Dr. Goebbels l-a ajutat să iasă. Hitler a amânat toate manifestațiile politice planificate pe acea lună dar la înmormăntarea lui Geli nu a fost prezent.